# Диденко, Михаил Петрович
Михаил Петрович Диденко (укр. Михайло Петрович Діденко; 9 (22) ноября 1913, Полтава, Российская империя — 24 января 1989, Харьков, Украинская ССР, СССР) — советский украинский учёный-правовед, кандидат юридических наук (1951), доцент, специалист в области уголовно-правовых наук. Участник Великой Отечественной войны. Декан заочного факультета Харьковского юридического института им. Ф. Э. Дзержинского (1957—1984).

## Биография
Михаил Диденко родился 9 (22) ноября 1913 года в Полтаве. В звании красноармейца принимал участие в Великой Отечественной войне, был награждён двумя медалями «За боевые заслуги» (5 ноября 1942 и 28 февраля 1945) и орденом Отечественной войны I степени (6 апреля 1985).
Высшее образование М. П. Диденко получил в Ташкентском юридическом институте, окончив который в 1944 году, поступил на аспирантуру в Харьковский юридический институт им. Л. М. Кагановича, которую окончил в 1948 году.
В 1949 году в составе Академии наук Украинской ССР был создан Сектор государства и права, в котором Михаил Петрович занял должность младшего научного сотрудника, и стал одним из семи первых сотрудников этого научного-исследовательского учреждения: кроме него в этом Секторе также работали заведующий В. М. Корецкий, учёный секретарь Б. М. Бабий и четыре младших научных сотрудника —  Ц. В. Бычкова, Н. К. Михайловский, Л. Л. Потарикина и Е. А. Тихонова.
До 1951 года Михаил Петрович продолжал трудиться в Секторе государства и права, но в 1952 году перешёл на работу в Харьковский юридический институт (до 1957 года — им. Л. М. Кагановича, с 1977 года — им. Ф. Э. Дзержинского), где сначала был преподавателем, а затем доцентом кафедры уголовного процесса. Помимо преподавательской и научной деятельности занимался административной работой, некоторое время он был заведующим экстерната и учебной части в вузе, а после реорганизации 10 сентября 1956 года заочного отделения в заочный факультет стал его первым деканом (по другим данным занял эту должность в 1957 году). Продолжал возглавлять факультет вплоть до 1984 года.
Михаил Петрович Диденко скончался 24 января 1989 года в Харькове.

## Научная деятельность
В круг научных интересов Михаила Диденко входили вопросы связанные с уголовно-правовыми науками, такими как уголовное право, уголовный процесс и судопроизводство. В 1951 году Михаил Петрович под научным руководством профессоров М. М. Гродзинского и В. М. Корецкого защитил диссертацию по теме «Возникновение и развитие советских судебных органов в Украинской ССР в период проведения Великой Октябрьской социалистической революции и в период иностранной военной интервенции и гражданской войны» на соискание учёной степени кандидата юридических наук, и в том же году ему была присуждена эта учёная степень. Имел учёное звание доцента.
Среди научных трудов написанных М. П. Диденко, важнейшими являются: 
- Діденко М. П. Відновлення, організація та діяльність радянської судової системи в УРСР після разгрому Денікина // Питання історії держави і права Української РСР. — Киев: Вид-во АН УРСР, 1952. — Т. 1. — С. 91—143.
- Диденко М. П. Некоторые вопросы гражданского иска в советском уголовном процессе // Известия Высших учебных заведений. Правоведение. — 1958. — № 4. — С. 89—93.
- Диденко М. П. Судоустройство в УССР в первой половине 1919 г. // Сборник по истории советского государства и права УССР. — Х.: Изд-во Харьк. гос. ун-та, 1954. — С. 49—81.
- Диденко М. П. О гражданском иске в советском уголовном процессе // Ученые записки. — Х.: Харьк. юрид. ин-т, 1957. — Вып. 9. — С. 61—67.
- Диденко М. П. О гражданском ответчике в советском уголовном процессе // Советская юстиция. — 1957. — № 6. — С. 34—35.
- Диденко М. П. Создание советского суда в УССР // Ученые записки. — Х.: Харьк. юрид. ин-т, 1957. — Т. 11, вып. 2. — С. 34—65.
- Грошовий Ю., Зеленецкий В., Діденко М. Організація суду і прокуратури в СРСР // Радянське право. — 1970. — № 5. — С. 109—110.

Также Михаил Петрович был соавтором учебника «Советский уголовный процесс» (укр. «Радянський кримінальний процес»), изданного в 1971 году.